# Roy Smith
Roy Alexander Smith Lewis (Puerto Limón, 19 aprile 1990) è un calciatore costaricano, difensore del Guanacasteca.